# أشلي هيغينسون
أشلي هيغينسون (بالإنجليزية: Ashley Higginson)‏ هي عدائة موانع ‏ أمريكية، ولدت في 17 مارس 1989 في جزيرة ستاتن في الولايات المتحدة.

## وصلات خارجية
- أشلي هيغينسون على موقع الاتحاد الدولي لألعاب القوى (الإنجليزية)
- أشلي هيغينسون على موقع الاتحاد الأمريكي لسباقات المضمار والميدان (الإنجليزية)
- أشلي هيغينسون على موقع الدوري الماسي (الإنجليزية)
- أشلي هيغينسون على موقع TFRRS.org (الإنجليزية)
- أشلي هيغينسون على موقع اللجنة الأولمبية والبارالمبية الأمريكية (الإنجليزية)